# Ken'ichi Ogata
Ken'ichi Ogata (緒方 賢一?, Ogata Ken'ichi; Tagawa, 29 marzo 1942) è un attore e doppiatore giapponese.

## Biografia
Figlio del comico giapponese Ken'ichi Enomoto. Dopo essersi diplomato, Ogata ha lavorato come attore per alcune compagnie teatrali. Il suo debutto come doppiatore è avvenuto nella serie Mazinga Z.
Fra i suoi ruoli più celebri si possono citare  Ranma ½ nel ruolo di Genma Saotome, Guru Guru - Il girotondo della magia nel ruolo di Kita Kita Oyaji, Detective Conan nel ruolo del Professor Hiroshi Agasa, Atashin'chi nel ruolo di Father, InuYasha nel ruolo di Myōga, Kirby nel ruolo di King Dedede e Ganbare Goemon nel ruolo di Ebisumaru.
L'opera in cui ha doppiato la maggior parte dei personaggi è stata la serie Super Robot Wars. In passato lavorava presso la Aoni Production, prima di passare alla Production Baobab.

## Ruoli interpretati

### Serie animate
- Alfred J. Kwak (Henk)
- Ai Shoujo Pollyanna Monogatari (Tom)
- Anmitsu Hime (Wantan)
- Aria the Natural (Maestro)
- Armored Trooper Votoms (Boror)
- Atashin'chi (Father)
- Binchō-tan (Madake-jiichan)
- Blood+ (Ted A. Adams)
- Bomberman Jetters (Doctor Ein)
- The Bush Baby (Kurankushou)
- Bye-Bye Liberty Crisis (Ed)
- Captain Future (Grag)
- Captain Harlock (Chief Engineer Maji)
- Cyborg 009 (Unknown characters)
- Combat Mecha Xabungle (Kashim King)
- Combattler V (Girua, Dangeru)
- Cyber Team in Akihabara (Shimabukurō Sengakuji)
- Detective Conan (Hiroshi Agasa)
- Dokkiri Doctor (Rokoro Shibuya)
- Dokkoida (Kurisaburou Kurinohara, Doctor Marron Flower)
- Dragon Ball Daima (Maestro Warp)
- Excel Saga (Aesop)
- Fang of the Sun Dougram (Nanashi)
- Flame of Recca (Kokū)
- Fresh Pretty Cure! (Chorō Tiramisu)
- Gaiking (Hayami Bunta)
- Game Center Arashi (Ippeita)
- Getter Robo (General Bat)
- Great Mazinga (Ankoku Daishogun, Nuke)
- Grendizer (Brackky)
- Guyver (Genzō Makishima/Enzyme)
- Igano Kabamaru (Saizō Igano)
- InuYasha (Myōga)
- Juushin Enbu Hero Tales (Sonnei)
- Kaibutsu-kun (Nonbirasu)
- Kimagure Orange Road (Jingoro, nonno di Kyosuke)
- The King of Braves GaoGaiGar (Leo Shishio, Liger Shishio, Pasdar)
- Keroro (Padre di Keroro)
- Kirby (King DeDeDe)
- Legend of the Mystical Ninja (Ebisumaru)
- Maeterlinck's Blue Bird: Tyltyl and Mytyl's Adventurous Journey (Spirit of Fire)
- Mahō no angel Sweet Mint (Vinegar)
- Guru Guru - Il girotondo della magia (Udberg "Kita Kita Oyaji" Eldol)
- MÄR (Vidar)
- MegaMan NT Warrior (TopMan)
- La malinconia di Haruhi Suzumiya (Shamisen)
- Mobile Suit Gundam (Denim)
- Watashi no Ashinaga Ojisan (George)
- NANA (Andou)
- Un oceano di avventure (Alphonse Aldretti)
- Nintama Rantarou (Shinbei's papa)
- One Piece (Gorōsei)
- Osomatsu-kun (1988) (Dayōn)
- Peter Pan no Boken (Smee)
- Pokémon (John, Rohho, village headman)
- Pokémon Advanced Generation (Walter)
- Power Stone (Aporusu)
- Ranma ½ (Genma Saotome)
- Ranma ½ (serie animata 2024) (Narratore)
- Robin Hood no Daibōken (Friar Tuck)
- Samurai Pizza Cats (Guru Lou)
- Sexy Commando Gaiden: Sugoiyo! Masaru-san (Bosu)
- Space Battleship Yamato (Analyzer)
- Space Emperor God Sigma (Maruchīno)
- Steel Jeeg (Ikima)
- Tenchi muyō! (Azaka, sia Guardiano che Cavaliere)
- Tensai Bakabon
- The Third (Noru)
- The Three-Eyed One (Ban Shunsaku)
- To Love-Ru (Preside)
- DuckTales - Avventure di paperi (Bigtime Beagle (Frank Welker))
- UFO Baby (Hōsho Sayonji)
- Urusei Yatsura (Padre di Ataru)
- Vandread: The Second Stage (Taraak Elder)
- Wakusei Robo Danguard Ace (Gudon, Rugā)
- The Wonderful Adventures of Nils (Lasse)
- World Masterpiece Theater series
- YuYu Hakusho (Tarukane)

### OAV
- Apocalypse Zero (High school principal, Kagenari)
- Dangaioh (Captain Garimoth)
- Final Fantasy: Legend of the Crystals (Ra Devil)
- Legend of the Galactic Heroes (Marinesk)
- Mega Man: Upon a Star (Dr. Wily)
- Ranma ½ OVA (Genma Saotome)
- Saber Marionette R (Ojiji)
- Lupin III - Verde contro Rosso - GREEN vs RED (Oyaji)

### Film d'animazione
- Gekijōban dōbutsu no mori (Kotobuki)
- InuYasha series (Myōga the Flea)
- Lupin III - La leggenda dell'oro di Babilonia (Sam)
- Lupin III: The Movie - Dead or Alive (Voce addizionale)
- Lupin III - Bye Bye Liberty: Scoppia la crisi! (Ed)
- Lupin III - Walther P38 (Boma)
- Lupin III - Alcatraz Connection (Areji)
- Guru Guru - Il girotondo della magia (Udberg "Kita Kita Oyaji" Eldol)
- Memories (Ōmaeda)
- Space Battleship Yamato series (Analyzer)
- Urusei Yatsura series (Ataru's father)
- Il violinista di Hamelin (Bass)

### Videogiochi
- Ape Escape 2 (Scimmia Bianca)
- Ape Escape 3 (Scimmia Bianca)
- Arc the Lad (Chongara)
- Arc the Lad II (Chongara)
- Blue Dragon (Fūshira)
- Brave Fencer Musashi (Flatski)
- Bravely Second: End Layer (Norzen)
- serie Crash Bandicoot (Aku Aku, Mel Winkler, Greg Eagles)
- Devil Kings (Shimazu Yoshihiro/Zaan)
- Dissidia Final Fantasy: Opera Omnia (Stragus Magus)
- Dragalia Lost (Peng Lai)
- Dragon Quest VIII: L'odissea del re maledetto (versione 3DS) (Chin Mui)
- Dragon Quest Rivals (La Divinità)
- Dragon Quest XI S: Echi di un'era perduta - Edizione Definitiva (Rocco, Poltros)
- Dragon Quest X: Rise of the Five Tribes Offline (Re Moonis)
- Fallout: New Vegas (Victor)
- God of War III (Poseidone)
- Granblue Fantasy (Tress, Hiroshi Agasa)
- Gundam Side Story 0079: Rise from the Ashes (Bob Rock)
- Infinity Strash - Dragon Quest: The Adventure of Dai (Brass)
- Lufia: Curse of the Sinistrals (Lexis Shaia)
- Mana Khemia 2: Fall of Alchemy (Gotou)
- Mega Man Legends (Barrell Caskett)
- Mega Man Legends 2 (Barrell Caskett)
- Mobile Suit Gundam Battlefield Record U.C. 0081 (Bob Rock)
- Mobile Suit Gundam Side Story 0079: Rise from the Ashes (Bob Rock)
- Monster Hunter Rise (Hojo)
- Mystical Ninja Starring Goemon (Ebisumaru)
- Ni no kuni II: Il destino di un regno (Niall)
- Pokémon Masters EX (Professor Oak)
- Puyo Puyon (Skeleton T)
- Radiata Stories (Jasune)
- Sengoku Basara 2 (Shimazu Yoshihiro)
- Sengoku Basara: Battle Heroes (Shimazu Yoshihiro)
- Sengoku Basara: Samurai Heroes (Shimazu Yoshihiro)
- Sengoku Basara: Chronicle Heroes (Shimazu Yoshihiro)
- Sengoku Basara 4 (Shimazu Yoshihiro)
- Sengoku Basara: The Legend of Sanada Yukimura (Shimazu Yoshihiro)
- Space Battleship Yamato (Analyzer)
- Steambot Chronicles (Nutmeg)
- Street Fighter 6 (Singing Wolf)
- Suikoden V (Galleon)
- Super Robot Wars Alpha (Generale delle Tenebre)
- Super Robot Wars Alpha Gaiden (Generale delle Tenebre, Generale Bat, Re Kassim)
- Super Robot Wars Alpha 2 (Nuke, Generale delle Tenebre, Generale Bat, Radora, Ikima, Bunta Hayami, Darius il Grande, Leo Shishioh, Pasder)
- Super Robot Wars Alpha 3 (Nuke, Ikima, Bunta Hayami, Darius il Grande, Dangel, Z Master)
- Super Robot Wars A Portable (Generale delle Tenebre, Hydargos, Maresciallo Hidler, Dangel)
- Super Robot Wars Z (Nuke, Maresciallo Hidler)
- Super Robot Wars X (Genryusai Shinobibe, Doktor Cosmo)
- Super Robot Wars T (Z Master)
- The Wonderful 101 (James Shirogane)
- Wild Arms Alter Code: F (Aruhazādo)